# Albert Salazar
Albert Salazar Sánchez-Bueno (Vallromanes, Barcelona, 5 de diciembre de 1995) es un actor español de cine, teatro y televisión conocido por interpretar a Marçal en La Riera y Paul Uribe en El internado: Las Cumbres.

## Biografía
Albert estudió en la Escola d’Art Dramàtic Eòlia y en el Laura Jou Estudi Per a l’Actor de Barcelona. Comenzó en el mundo de la interpretación actuando en varios cortometrajes, pero ganó mayor popularidad con el papel de Marçal en La Riera.
En 2018 comenzó a interpretar a Carlos en la obra teatral A.K.A. (Also known as) de Daniel Meyer, lo que le valió como ganador del premio a Mejor actor de la XXII edición de los Premios Max. En 2020 participó en el largometraje Los pájaros no vuelan de noche y en la serie de Playz Drama, donde interpreta a Músic.
En 2021 se unió al elenco principal de la serie reboot de El internado, El internado: Las Cumbres, donde interpreta a Paul.

## Filmografía

### Cine
| Año  | Título                         | Rol  | Director                         |
| ---- | ------------------------------ | ---- | -------------------------------- |
| 2016 | Behind the Backstage           | Sala | Genís Lama Montosa               |
| 2020 | Los pájaros no vuelan de noche | Marc | Albert Sansa Pac y Pau Sansa Pac |

### Televisión
| Año             | Título                             | Rol            | Canal       | Notas                  |
| --------------- | ---------------------------------- | -------------- | ----------- | ---------------------- |
| 2015 - 2017     | La Riera                           | Marçal         | TV3         | 60 episodios           |
| 2020            | Drama                              | Músic          | Playz       | 2 episodios            |
| 2020            | El crédit                          | Joan           | TV3         | Película de televisión |
| 2021 - 2023     | El internado: Las Cumbres          | Paul Uribe     | Prime Video | 22 episodios           |
| 2023            | Todas las veces que nos enamoramos | Fernando "Fer" | Netflix     | 8 episodios            |
| 2024 - presente | Bojos per Moliére                  | TBA            | TV3         | ¿? episodios           |

### Vídeos musicales
| Año  | Título       | Artista      |
| ---- | ------------ | ------------ |
| 2019 | «Luna llena» | Álvaro Tessa |

## Premios y nominaciones
Premios Max
| Año  | Categoría                         | Obra   | Resultado |
| ---- | --------------------------------- | ------ | --------- |
| 2019 | Mejor actor en una obra de teatro | A.K.A. | Ganador   |

Premios Fugaz
| Año  | Categoría                      | Obra           | Resultado |
| ---- | ------------------------------ | -------------- | --------- |
| 2019 | Mejor actor de un cortometraje | Els que callen | Ganador   |